# Косала
Косала́ (исп. Cosalá) — город и административный центр одноимённого муниципалитета в Мексике, в штате Синалоа. Численность населения, по данным переписи 2010 года, составила 6577 человек.

## Общие сведения
Название Cosalá с астекских языков можно перевести как: прекрасное место или место в изумрудных водах.
В августе 1531 года, испанские исследователи обнаружили индейскую деревню Quetzalla, жители которой занимались добычей серебра в ближайших горах.
В 1562 году вблизи этой деревни и рудников было основано поселение Косала.
В 1930 году проходит электрификация города.
В 2005 году город получил статус «магический городок».